# 가부장적 보수주의
가부장적 보수주의(家父長的保守主義, 영어: Paternalistic conservatism) 또는 온정적 보수주의(溫情的保守主義)는 보수주의의 한 조류로서, 특권층과 부유층이 가지는 사회적 약자에 대한 온정주의적(가부장적) 배려와 분배라는 전통적 의무(노블레스 오블리주)를 강조하는 사상이다. 이들은 사회가 유기적으로 존재하고 발전하며 모든 사회 구성원이 서로에 대한 의무를 진다고 믿는다. 따라서 이는 의무, 위계, 유기성의 원칙을 공유하는 전통적 보수주의의 한 결과로 볼 수 있다. 가부장적 보수주의자들은 개인이나 국가 중 한 쪽에 중점을 두지 않으나 실용성에 따라 어느 하나를 지지하거나 균형을 유지하려 하기도 한다.
가부장적 보수주의는 모든 시민의 질 좋은 삶을 보장하기 위해 상당히 광범위한 국가적 개입을 수반하는 정부의 의무를 강조한다. 이는 정부가 목표를 설정해주고 공정한 경쟁과 평등한 기회를 보장해주는 자애로운 가부장적 인물처럼 구상되는 지도주의적 정책으로 이어지며, 그 특징에는 빈곤 문제를 해결하기 위한 사회안전망의 중요성과 부의 재분배 지원, 소비자와 생산자 모두의 이익을 위한 시장 규제 등이 포함된다. 가부장적 보수주의자들은 국가 개입을 받아들이지만 계획 경제는 전적으로 선호하지 않는다.
가부장적 보수주의는 19세기 산업 혁명의 결과로 나타난 사회적 불안, 열악한 노동 조건 및 불평등에 대한 반응으로서 나타났다. 영국에서 벤저민 디즈레일리 수상이 제창한 일국 보수주의가 이러한 경향을 가졌으며, 이 기조는 스탠리 볼드윈, 네빌 체임벌린, 윈스턴 처칠, 해럴드 맥밀런 등 이후의 보수당 정부에서도 이어졌다. 독일에서 오토 폰 비스마르크는 노동 계급의 지지를 얻어 사회주의를 막기 위한 목표로 최초의 현대적 복지 국가를 수립했다고 평가받는다. 그는 국가사회주의(Staatssozialismus) 정책의 일환으로 질병, 사고, 장애 및 노령을 가진 사람에 대해 국가가 근로자들을 위해 조직한 의무 보험 정책을 시행했다.

## 같이 보기
- 온정주의
- 기독교 민주주의
- 토리 (용어)
- 온정적 보수주의(Compassionate conservatism)